# St. Salvator (Adelzhausen)

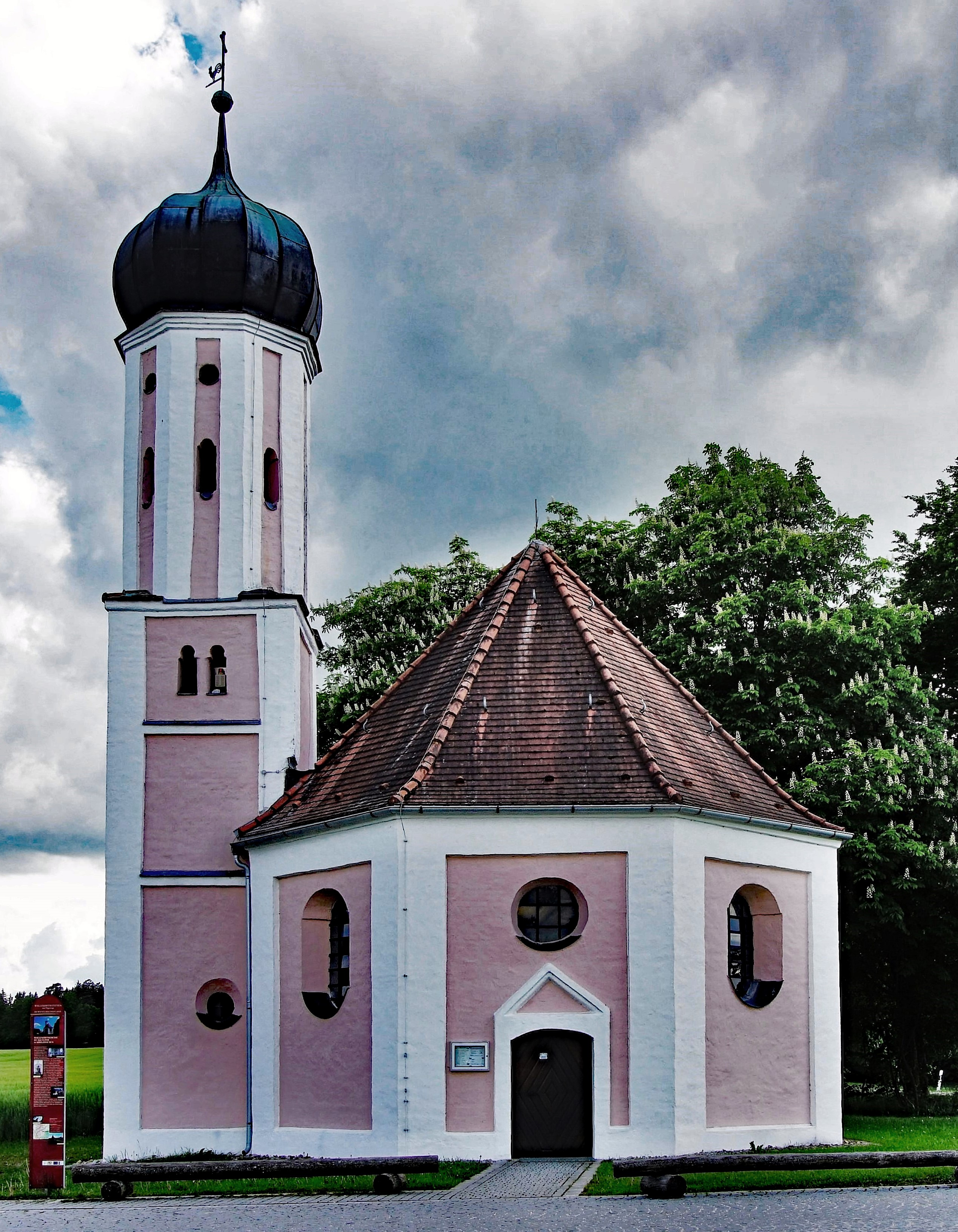
Kirche St. Salvator in Adelzhausen

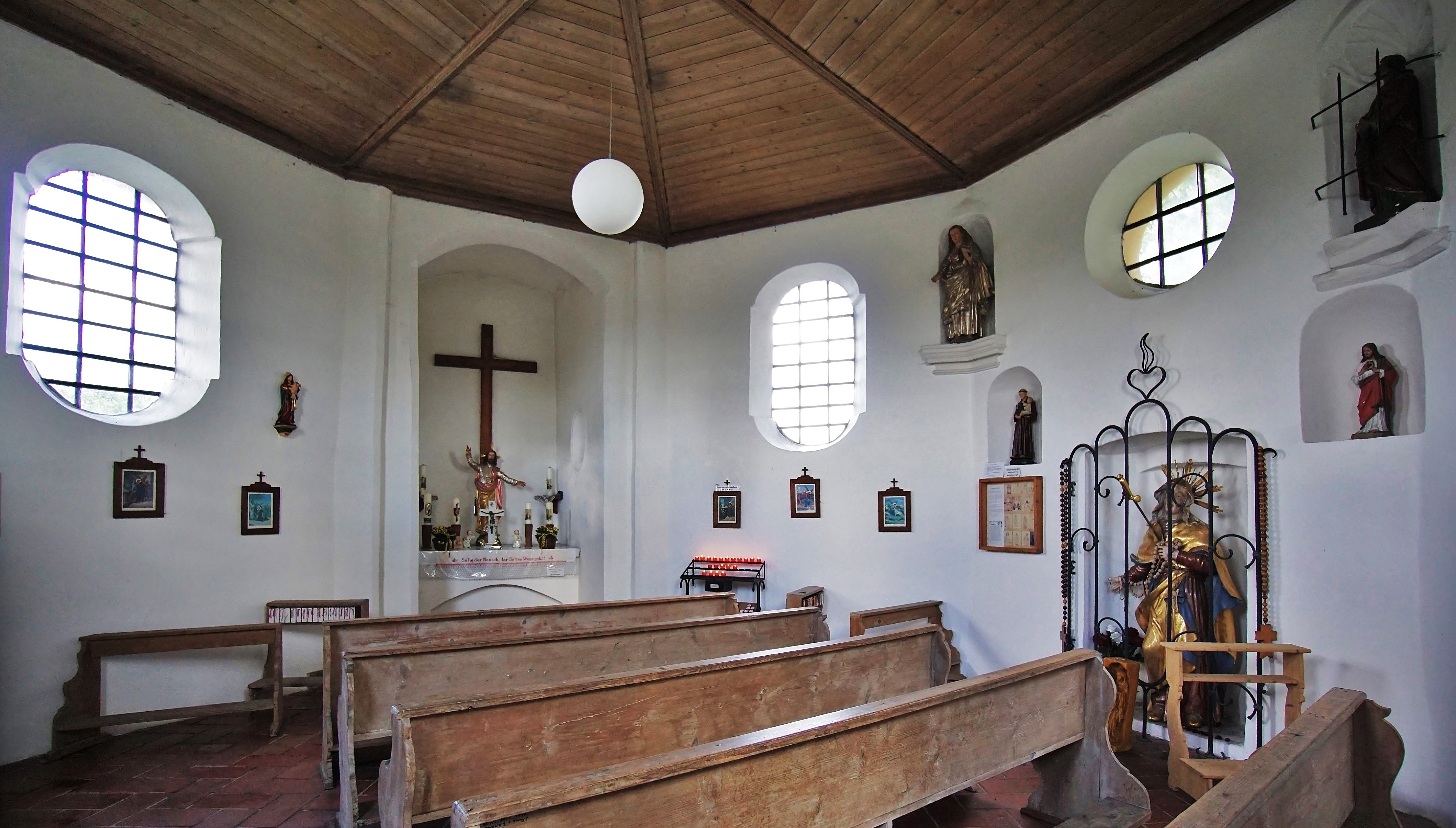
Innenansicht

Die katholische Kirche St. Salvator in Adelzhausen, einer Gemeinde im schwäbischen Landkreis Aichach-Friedberg in Bayern, wurde 1671 errichtet. Die Wallfahrtskirche, südöstlich des Ortes auf freiem Feld stehend, ist ein geschütztes Baudenkmal.

## Geschichte
An der Stelle des heutigen Baus stand auf freiem Feld ein Bildstock mit einem geschnitzten Gnadenbild des Erlösers. Der damalige Hofmarksherr Johann Franz von Preysing ließ hier 1671 eine Kapelle errichten und das Wallfahrtsbild dorthin übertragen. Der heutige Bau wurde 1730 errichtet. Wohl um 1736 wurden Veränderungen vorgenommen. Im Jahr 1858 erfolgte der Einbau einer Empore, die bei der Renovierung 1960/61 wieder entfernt wurde.

## Bauwerk
Der weithin sichtbare, achtseitige Zentralbau befindet sich direkt an der Bundesautobahn 8. Der Bau wird durch rechteckige Blenden gegliedert. An der Ostseite erhebt sich der quadratische Turm mit Oktogon und Zwiebelhaube. Der Innenraum ist flach gedeckt und besitzt zwischen den rundbogigen Fenstern hochsitzende Figurennischen. Im Erdgeschoss des Turmes befindet sich der schmale Chor.

## Ausstattung
Nach Einbruch und Diebstahl wird die Kirchenausstattung von etwa 1730 mit Hochaltar und Nischenfiguren andernorts verwahrt. Die Mater Dolorosa von Johann Caspar Öberl (1730) ist hinter einem Gitter gesichert. Heute steht auf dem steinernen Altartisch eine Christusfigur vor einem Holzkreuz. Zur weiteren Einrichtung gehören farbig gefasste Schnitzfiguren der vier Evangelisten in Wandnischen.

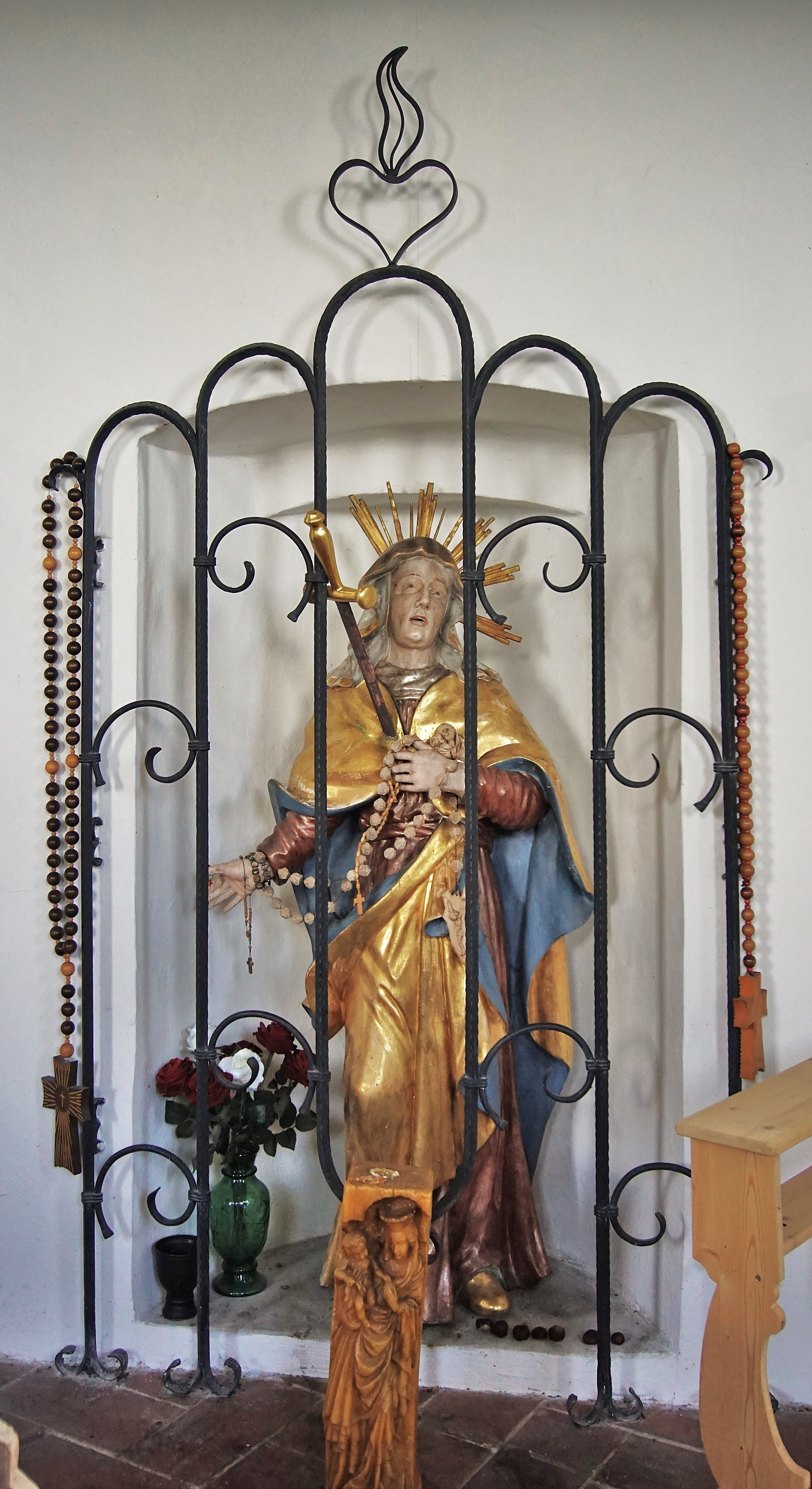
Mater dolorosa
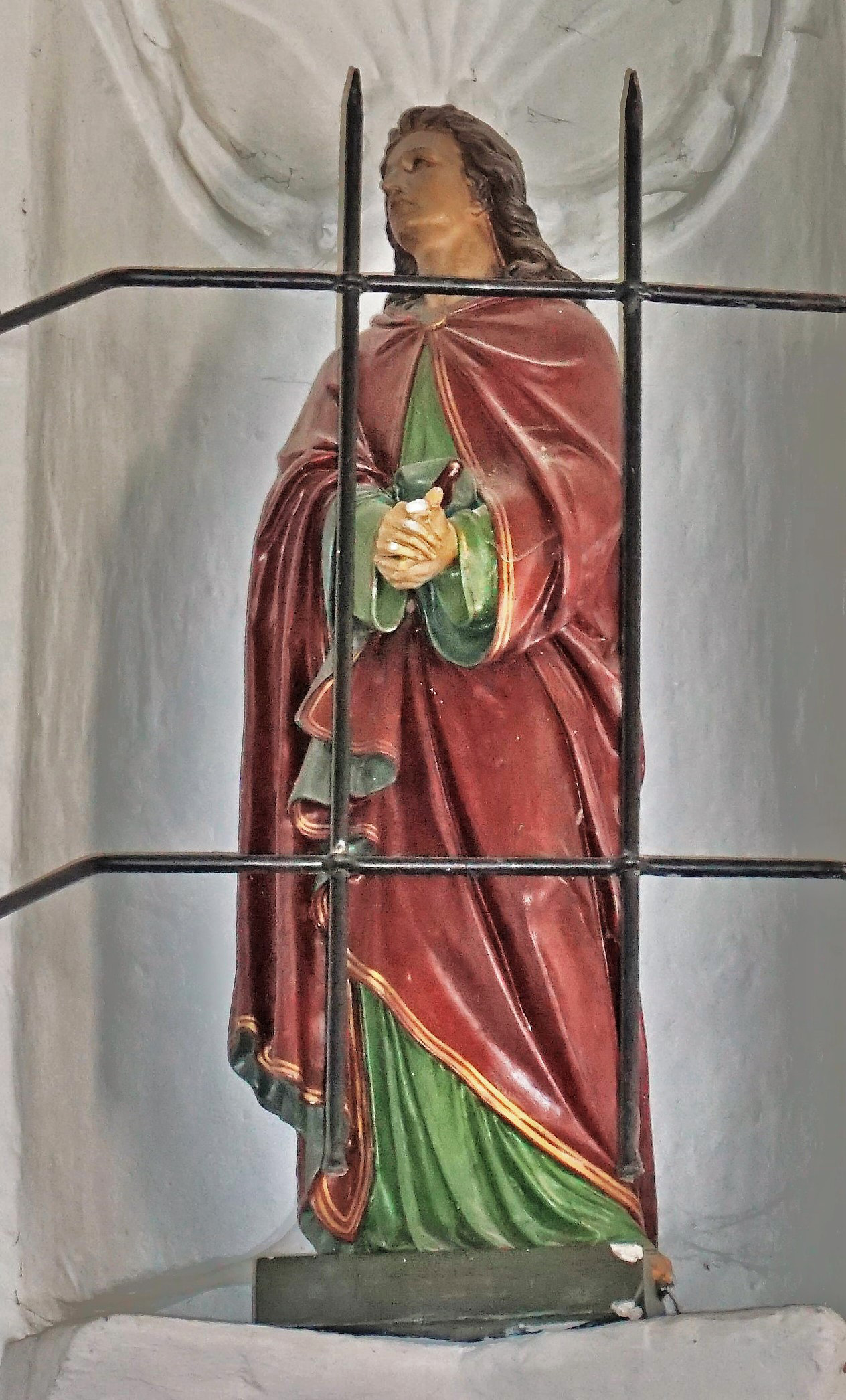
Johannes der Evangelist
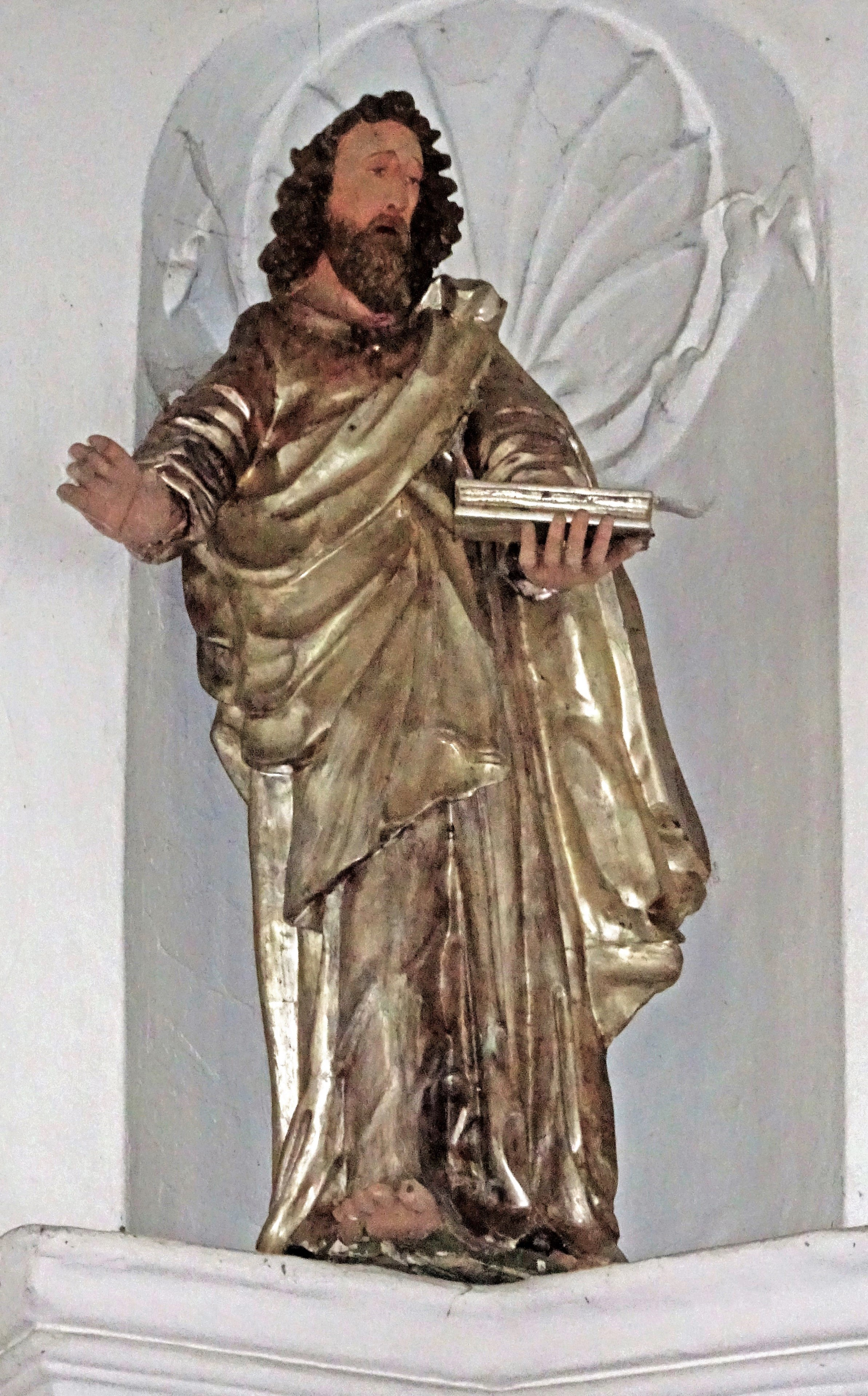
Statue eines Evangelisten